# 冨樫森
冨樫 森（とがし しん、1960年 - ）は、日本の映画監督。映画24区スクール講師、元日本映画学校映像科講師。山形県鶴岡市(旧藤島町)出身。

## 経歴
山形県立鶴岡南高等学校卒業。立教大学文学部に進学し、剣道部に所属。在学中に受講した蓮實重彦の「映画表現論」の講義をきっかけに映画に興味を持ち、大学卒業後はフリーの助監督として相米慎二、井筒和幸、中原俊、平山秀幸らの作品に参加、オムニバス映画「ポッキー坂恋物語・かわいいひと」の一編で監督デビューし、「非・バランス」では高い評価を得た。
2013年には、故郷の山形が舞台でNHK朝の連続テレビ小説で人気を博した「おしん」を映画化した。

## 受賞歴
- 2002年 - 第11回日本映画プロフェッショナル大賞・新人監督賞
- 2002年 - 第23回ヨコハマ映画祭・新人監督賞
- 2009年 - 第4回KINOTAYO現代日本映画祭・ソレイユ・ドール「金の太陽賞」（最優秀作品賞）
- 2013年 - 第22回金鶏百花映画祭国際映画部門・最優秀作品賞

## 作品

### 監督
- かわいいひと 「EPISODE II」（1998年） ※ビデオ題「ポッキー坂恋物語 かわいいひと」
- 非・バランス (2000年)
- THE（秘）面接2 (2001年)
- 突撃！噂のノーパン倶楽部 (2001年)
- ごめん (2002年)
- 星に願いを。　Nights of the Shooting Star (2002年)
- 俺は鰯-IWASHI- (2003年)
- Bye Bye Blackbird (2004年)
- Fly Boy In The Sky (2004年)
- 鉄人28号 (2005年)
- 天使の卵(2006年)
- あの空をおぼえてる(2008年)
- 今夜のメニュー (2010年)
- 傷跡 (2011年)
- 夏がはじまる（2013年7月20日）
- おしん（2013年10月12日）
- セブンティーン、北杜 夏（2017年）

### 助監督
- 変態家族 兄貴の嫁さん (1984年、周防正行監督)
- 天使のはらわた 赤い眩暈（1988年、石井隆監督）
- 櫻の園 (1990年、中原俊監督)
- ザ・中学教師 (1992年、平山秀幸監督)
- 卒業旅行 ニホンから来ました (1993年、金子修介監督)
- 居酒屋ゆうれい (1994年、渡邊孝好監督)
- よい子と遊ぼう (1994年)
- 四姉妹物語 (1995年)

### テレビドラマ
- BUNGO -日本文学シネマ-『高瀬舟』 (2010年、監督)